# Accidentally in Love
Accidentally in Love è un singolo dei Counting Crows per la colonna sonora del film d'animazione Shrek 2 (2004).

## Premi
Il singolo fu candidato per l'Oscar alla migliore canzone nel 2005, ma nonostante i Counting Crows l'abbiano anche eseguita alla cerimonia non ottennero il premio.

## Classifiche
| Chart (2004)                           | Peak position |
| -------------------------------------- | ------------- |
| Australian ARIA Singles Chart          | 11            |
| Official Singles Chart                 | 28            |
| U.S. Billboard Hot 100                 | 39            |
| U.S. Billboard Hot Adult Top 40 Tracks | 3             |
| Paesi Bassi                            | Top 40        |